# The Time (Dirty Bit)
Singles de The Black Eyed Peas
Missing You
(2010) Just Can't Get Enough
(2011)
The Time (Dirty Bit) est une chanson du groupe américain The Black Eyed Peas, premier extrait paru de l'album The Beginning sorti le 21 octobre 2010.
Il s'agit d'une reprise de (I've Had) The Time of My Life, interprétée par Bill Medley et Jennifer Warnes dans la bande originale du film Dirty Dancing.
En douze semaines d'exploitation, The Time (Dirty Bit) s'est écoulé à plus de 4,2 millions d'exemplaires dans le monde (au 5 février 2011).

## Clip
Le clip est réalisé par Rich Lee.

## Liste des pistes
| CD-Single | CD-Single            | CD-Single                                                                                   | CD-Single          | CD-Single | CD-Single | CD-Single | CD-Single | CD-Single | CD-Single |
| No        | Titre                | Auteur                                                                                      | Producteur(s)      | Durée     |           |           |           |           |           |
| --------- | -------------------- | ------------------------------------------------------------------------------------------- | ------------------ | --------- | --------- | --------- | --------- | --------- | --------- |
| 1.        | The Time (Dirty Bit) | William Adams, Franke Previte, John De Nicola, Donald Markowitz, Allan Pineda, Damien Leroy | will.i.am, DJ Ammo | 4:16      |           |           |           |           |           |
| 4:16      |                      |                                                                                             |                    |           |           |           |           |           |           |

| CD-Single | CD-Single                           | CD-Single                                                                                   | CD-Single          | CD-Single | CD-Single | CD-Single | CD-Single | CD-Single | CD-Single |
| No        | Titre                               | Auteur                                                                                      | Producteur(s)      | Durée     |           |           |           |           |           |
| --------- | ----------------------------------- | ------------------------------------------------------------------------------------------- | ------------------ | --------- | --------- | --------- | --------- | --------- | --------- |
| 1.        | The Time (Dirty Bit) (Radio Edit)   | William Adams, Franke Previte, John De Nicola, Donald Markowitz, Allan Pineda, Damien Leroy | will.i.am, DJ Ammo | 4:16      |           |           |           |           |           |
| 2.        | The Time (Dirty Bit) (Main Version) | William Adams, Franke Previte, John De Nicola, Donald Markowitz, Allan Pineda, Damien Leroy | will.i.am, DJ Ammo | 5:08      |           |           |           |           |           |
| 9:24      |                                     |                                                                                             |                    |           |           |           |           |           |           |

| 1. | The Time (Dirty Bit) (Afrojack Remix)           | 7:55 |
| 2. | The Time (Dirty Bit) (Dave Audé Club Remix)     | 7:18 |
| 3. | The Time (Dirty Bit) (Felguk Remix)             | 5:20 |
| 4. | The Time (Dirty Bit) (Wideboys Full Club Remix) | 5:25 |
| 5. | The Time (Dirty Bit) (Re-Pixelated)             | 5:59 |

## Classements

### Classement hebdomadaire
| Classement (2010-2011)                  | Meilleure position |
| --------------------------------------- | ------------------ |
| Allemagne (Media Control AG)            | 2                  |
| Australie (ARIA)                        | 1                  |
| Autriche (Ö3 Austria Top 40)            | 1                  |
| Belgique (Flandre Ultratop 50 Singles)  | 1                  |
| Belgique (Wallonie Ultratop 50 Singles) | 1                  |
| Canada (Hot 100)                        | 1                  |
| Danemark (Tracklisten)                  | 5                  |
| Espagne (PROMUSICAE)                    | 1                  |
| États-Unis (Hot 100)                    | 4                  |
| Finlande (Suomen virallinen lista)      | 2                  |
| France (SNEP)                           | 2                  |
| France (SNEP Téléchargement)            | 1                  |
| Irlande (IRMA)                          | 8                  |
| Italie (FIMI)                           | 1                  |
| Norvège (VG-lista)                      | 7                  |
| Nouvelle-Zélande (RMNZ)                 | 1                  |
| Pays-Bas (Nederlandse Top 40)           | 2                  |
| Slovaquie (IFPI Rádio)                  | 3                  |
| Suède (Sverigetopplistan)               | 9                  |
| Suisse (Schweizer Hitparade)            | 1                  |
| Tchéquie (IFPI Rádio)                   | 5                  |
| Royaume-Uni (UK Singles Chart)          | 1                  |

### Classement annuel
| Classement (2011) | Position |
| ----------------- | -------- |
| France SNEP       | 17       |